# Paraskeva Srbská
Svatá Paraskeva Srbská (také Petka, přídomek je uváděn i Bulharská, Makedonská, Balkánská, Bělehradská, Trnovská či Tarnovská, Jasská, Nová nebo Mladší; 10. století) byla řecká asketka. Je uctívána jako světice zejména pravoslavnými církvemi na Balkáně.

## Život
Paraskeva se narodila v Thrákii ve městě Epivates (dnes Selimpaşa poblíž Istanbulu) na břehu Marmarského moře. Její rodiče byli bohatí vlastníci půdy. Legenda říká, že když byla ještě dítětem, Paraskeva slyšela v kostele Ježíšova slova: „Kdo chce jít za mnou, zapři sám sebe, vezmi svůj kříž a následuj mě.“ (Marek 8, 34). Poté rozdala bohaté oblečení chudým a odešla do Konstantinopole. Její rodiče, kteří nepodporovali její rozhodnutí pro asketický život, ji hledali. Proto uprchla do Chalkédónu, a poté žila v kostele Přesvaté Bohorodičky v Héracleia Pontiké. Žila přísně kajícím životem a měla vidění Panny Marie. Její pouť ji pak přivedla do Jeruzaléma, kde se rozhodla strávit zbytek života. Poté, co shlédla Jeruzalém, se usadila v klášteře v poušti poblíž řeky Jordán. Když jí bylo 25 let, zjevil se jí anděl, který jí řekl, aby se vrátila do své vlasti. Vrátila se tedy do Konstantinopole, a poté žila ve vesnici Kallikrateia v kostele Svatých apoštolů. Zemřela ve věku 27 let.

## Kult
Život sv. Paraskevy je obklopen řadou legend, například o zázračném nalezení jejího neporušeného těla. Na místě, kde kdysi stál její rodný dům, byl později postaven jí zasvěcený kostel, doložený k roku 1200. Později byl několikrát přestavěn a nakonec byl na jaře 1979 zbořen, nyní je na jeho místě park.
Kult svaté Paraskevy se rozšířil ve 14. století z Bulharska na sever do rumunských knížectví, na Valašsko a Moldávii. V tomto období napsal biskup Jevtimij z Tarnova (1332–1402) její životopis – „Hagiografii sv. Petky z Tarnova“. Čerpal z řecké hagiografie jáhna Basilika, napsané v roce 1150 na žádost konstantinopolského patriarchy Mikuláše IV. Muzelona.

Někdy se svatá Paraskeva označuje Nová, protože existují další dvě starší světice jejího jména, sv. Paraskeva Římská (2. století) a sv. Paraskeva z Ikonia. Bývá také problém rozlišit, ke které z těchto tří svatých se vztahují které legendy a příběhy. Paraskevin kult tak přebíral z kultu a atributů dvou dalších sv. Paraskev, ba i z kultu předkřesťanských božstev Slovanů. Další zmatení nastává, protože řecké jméno „Paraskevi“ se dá vyložit i jako „pátek“. Překlad do jazyků jako rumunština nebo srbština je pak „Sfânta Vineri“ nebo „Sveta Petka“, což znamená Svatý Pátek. To pak bylo někdy špatně chápáno a jméno Pátek spojováno například s postavou z lidových legend majících podobné jméno nebo s personifikovaným dnem. Jak se jeden učenec ptá:
Byla Parasceve nebo Paraskeva, raně křesťanská dívka, pojmenována na počest dne ukřižování? Nebo byla zosobněním toho dne, zobrazovaná s křížem v ruce, aby podpořila horlivost věřících? A byla Paraskeva jižních Slovanů stejná jako ta, která se zjevila v severním Rusku?
Tělo sv. Paraskevy bylo několikrát přeneseno, z čehož pramení řada jejích přídomků, obvykle podle místa uložení ostatků. Dnes je uctíváno v pravoslavné katedrále rumunského města Jasy.